# Sei Beras Sekata
Sei Beras Sekata is een bestuurslaag in het regentschap Deli Serdang van de provincie Noord-Sumatra, Indonesië. Sei Beras Sekata telt 5718 inwoners (volkstelling 2010).